# Hans Holt
Hans Holt (* 22. November 1909 in Wien, Österreich-Ungarn als Karl Johann Hödl; † 3. August 2001 in Baden bei Wien) war ein österreichischer Schauspieler.

## Leben
Hans Holt ist der Sohn des Glasermeisters Karl Hödl und seiner Frau Paula geb. Schmider, er besuchte in seiner Heimatstadt die Bundesrealschule am Donaukanal. Holt absolvierte die Akademie für Musik und darstellende Kunst Wien und debütierte 1930 am Volkstheater. Nach zwei Jahren wechselte er zum Stadttheater Reichenberg in Böhmen. Er spielte danach auch am Wiener Burgtheater und in Zürich und in Berlin. Dem Theater in der Josefstadt gehörte er mehr als vierzig Jahre an.
Wenige Jahre nach seinem Schauspieldebüt wurde er 1935 für den Film entdeckt, seine ersten beiden Rollen spielte er noch in diesem Jahr als Karl Hödl in zwei Emigrantenproduktionen. Dort war sein Rollenfach der fesche junge Mann, der mit sympathischer Gutmütigkeit das weibliche Publikum eroberte. Zu seinen bekanntesten Filmen aus dieser Zeit gehören Konfetti (1936), Lumpacivagabundus (1936), Die unruhigen Mädchen (1938), Das Ekel (1939) und Unsterblicher Walzer (1939). Bis zum Kriegsende folgten weitere populäre Unterhaltungsfilme wie Der Postmeister (1940), Rosen in Tirol (1940), Wen die Götter lieben (1942), Schrammeln (1944) und Der Millionär (1945/47). Holt stand 1944 in der Gottbegnadeten-Liste des Reichsministeriums für Volksaufklärung und Propaganda.
An der Seite von Paula Wessely, Attila und Paul Hörbiger sowie Hans Moser spielte Hans Holt in insgesamt mehr als achtzig Heimatfilmen und Lustspielen. Selbst als über Vierzigjähriger mimte er noch oft den verliebten jungen Mann. Seine bekannteste Rolle wurde dann die des Baron von Trapp in den Heimatfilmen Die Trapp-Familie (1956) und Die Trapp-Familie in Amerika (1958). Dadurch gelang ihm auch der Übergang in das Fach des Vaters und Ehemanns.

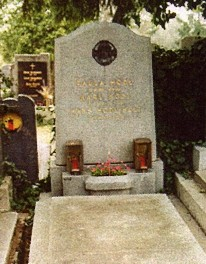
Grabstätte von Hans Holt

Neben seinen Filmrollen trat er auch in Stücken von Hugo von Hofmannsthal, Arthur Schnitzler und Franz Molnár auf. Außer am Theater in der Josefstadt wirkte er bei Gastspieltourneen an anderen Bühnen mit. Er schrieb auch selbst mehrere Theaterstücke. Eine seiner letzten großen Bühnenrollen war der „Himmlische Konzipist“ in Molnárs Liliom bei den Berndorfer Festspielen unter der Intendanz von Felix Dvorak. In Vanillikipferln spielte er seine letzte Rolle auf der Bühne. In diesem Bühnenstück von Lotte Ingrisch spielte er den alten Oberbaurat.
In späteren Jahren wurde er vor allem Fernsehschauspieler. 1973 war er in 13 Folgen an der Seite von Marika Rökk in der Familienserie Die Schöngrubers zu sehen. Anfang der 1980er Jahre spielte Hans Holt in der Fernsehserie Ich heirate eine Familie sowie in der jeweils samstags ausgestrahlten ORF-Stegreifspielserie Die liebe Familie. 1985 bis 1989 wirkte er als Franz an der Seite von Alfred Böhm in der 26 Episoden langen Serie Der Leihopa mit.
Zu seinen Eigenheiten gehörte ein gedämpfter und leicht näselnder Kammerspielton. In früheren Filmrollen gab er oft Gesangseinlagen. Hans Holt war seit 1936 mit dem ehemaligen Scriptgirl Renate Bremer (1911–2004) verheiratet. Die einzige Tochter, Renate, starb 1945 im zweiten Lebensjahr.
Hans Holt verstarb im Hilde-Wagener-Künstlerheim in Baden bei Wien; seine Grabstelle liegt auf dem Neustifter Friedhof (Gruppe H, Reihe 6, Nummer 23).

## Filmografie
- 1935: Katharina die Letzte
- 1936: Heut’ ist der schönste Tag in meinem Leben
- 1936: Konfetti (Confetti)
- 1936: Hannerl und ihre Liebhaber
- 1936: Lumpacivagabundus
- 1937: Liebe im Dreivierteltakt (Der letzte Wiener Fiaker)
- 1937: Husaren, heraus
- 1937: Florentine
- 1938: Die unruhigen Mädchen (Finale)
- 1938: Konzert in Tirol
- 1938: Diskretion – Ehrensache
- 1938: Peter spielt mit dem Feuer
- 1938: Roxy und das Wunderteam
- 1939: Menschen vom Varieté
- 1939: Marguerite: 3
- 1939: Das Ekel
- 1939: Unsterblicher Walzer
- 1939: Die unheimlichen Wünsche
- 1939: Mutterliebe
- 1939: Das jüngste Gericht
- 1940: Weißer Flieder
- 1940: Der Postmeister
- 1940: Rosen in Tirol
- 1941: Der siebente Junge
- 1941: Wir bitten zum Tanz
- 1942: Brüderlein fein
- 1942: Wen die Götter lieben
- 1943: Fahrt ins Abenteuer
- 1943: Die kluge Marianne
- 1943: Schwarz auf Weiß
- 1944: Schrammeln
- 1944: Die goldene Fessel
- 1944: Dir zuliebe
- 1944/49: Liebesheirat
- 1944/49: Münchnerinnen
- 1944/50: Glück muß man haben
- 1945/47: Der Millionär
- 1946: Der weite Weg
- 1947: Singende Engel
- 1948: Der Engel mit der Posaune
- 1948: Rendezvous im Salzkammergut
- 1949: Das Kuckucksei
- 1949: Kleiner Schwindel am Wolfgangsee
- 1949: Höllische Liebe
- 1949: Hochzeit mit Erika
- 1951: Unsterbliche Geliebte
- 1951: Frühling auf dem Eis
- 1951: Königin einer Nacht
- 1951: Das unmögliche Mädchen (Fräulein Bimbi)
- 1951: Wenn die Abendglocken läuten
- 1952: 1. April 2000
- 1952: Meine Frau macht Dummheiten
- 1952: Der Obersteiger
- 1953: Lavendel – eine ganz unmoralische Geschichte (Lavendel)
- 1953: Heute nacht passiert’s
- 1953: Kaiserwalzer
- 1953: Der Feldherrnhügel
- 1953: Auf der grünen Wiese
- 1953: Ein tolles Früchtchen
- 1953: Liebe und Trompetenblasen
- 1954: Wenn ich einmal der Herrgott wär
- 1954: Du bist die Richtige
- 1955: Laß die Sonne wieder scheinen
- 1955: Sonnenschein und Wolkenbruch
- 1955: Oh – diese „lieben“ Verwandten (Drehbuch)
- 1956: Die Trapp-Familie
- 1957: Heimweh … dort, wo die Blumen blühn
- 1957: Wien, du Stadt meiner Träume
- 1958: Die Trapp-Familie in Amerika
- 1958: Der veruntreute Himmel
- 1958: Ich werde dich auf Händen tragen
- 1959: Whisky, Wodka, Wienerin (Rendezvous in Wien)
- 1959: Hier bin ich – hier bleib ich
- 1960: Die Glocke ruft (Glocken läuten überall)
- 1962: Kaiser Josef und die Bahnwärterstochter (Fernsehfilm)
- 1962: Deutschland – deine Sternchen
- 1962: Ein Gruß aus Wien (Almost Angels)
- 1963: Ferien vom Ich
- 1968: Ein Lied aus Wien (Fernsehserie)
- 1971: G’schichten aus Wien (Fernsehserie, 2 Folgen)
- 1971: Gestrickte Spuren (TV-Zweiteiler)
- 1972: Die Schöngrubers (Fernsehserie, 13 Folgen)
- 1972: Briefe von gestern
- 1974: Wetterleuchten über dem Zillertal
- 1979: Götz von Berlichingen mit der eisernen Hand
- 1980: Der Bockerer
- 1982–1988: Die liebe Familie (Fernsehserie, 19 Folgen)
- 1983–1986: Ich heirate eine Familie (Fernsehserie, 3 Folgen)
- 1985–1989: Der Leihopa (Fernsehserie, 26 Folgen)
- 1989: Ein Heim für Tiere (Fernsehserie, Folge 5x10)
- 1990: Oh – Mathilde (Fernsehserie, 1 Folge)
- 1990: Der Bierkönig (Fernsehfilm)

## Theaterstücke
- Es wird einmal (Uraufführung am 19. November 1949 im Theater in der Josefstadt)
- Der Zaun (Uraufführung am 1. März 1951 im Theater in der Josefstadt)
- Der Herzspezialist (Uraufführung am 27. Oktober 1956 im Deutschen Theater Göttingen)
- Die Rabenmutter (Uraufführung am 18. November 1959 im Theater in der Josefstadt)
- Der Traumtänzer (Uraufführung am 26. Juli 1973 im Theater in der Josefstadt)

## Auszeichnungen
- 1963 Österreichisches Ehrenkreuz für Wissenschaft und Kunst I. Klasse
- 1966 erhielt er die Josef-Kainz-Medaille für die Rolle des George in Wer hat Angst vor Virginia Woolf.
- 1987 wurde Hans Holt für sein Wirken im deutschen Film mit dem Filmband in Gold ausgezeichnet.